# RR-344
A  RR-344 é um projeto de rodovia brasileira do estado de Roraima. Essa estrada, uma vez construída, sairia da BR-210 com destino ao Pelotão Especial de Fronteira de Surucucu, do Exército Brasileiro. Ali, interceptaria a também projetada RR-311.
Projetada para região Leste do estado, atendendo aos municípios de Caracaraí e Iracema, numa extensão aproximada em 200 quilômetros. A rodovia cruzaria a terra indígena Yanomami. Seria, ainda, a maior rodovia de administração estadual de Roraima.